# 北条時家
北条 時家（ほうじょう ときいえ）は、鎌倉時代後期の武将、北条氏の一門。名越流の第4代当主。名越 時家（なごえ ときいえ）とも呼ばれる。

## 生涯
永仁元年（1293年）7月24日、異国警固のために北条兼時と共に鎮西に下向する。
同3年（1295年）4月29日、鎌倉へ戻って5月に引付衆となる。
正安3年（1301年）8月、三番引付頭人に就任し、乾元元年（1302年）2月18日に三番引付頭人を辞任。
同年9月11日、五番引付頭人に就任し、嘉元2年（1304年）9月25日に五番引付頭人を辞任。